# Сьоншиці-Треті
Сьоншиці-Треті (пол. Siąszyce Trzecie) — село в Польщі, у гміні Рихвал Конінського повіту Великопольського воєводства.
Населення — 275 осіб (2011).
У 1975-1998 роках село належало до Конінського воєводства.

## Демографія
Демографічна структура станом на 31 березня 2011 року:
|          | Загалом | Допрацездатний вік | Працездатний вік | Постпрацездатний вік |
| -------- | ------- | ------------------ | ---------------- | -------------------- |
| Чоловіки | 136     | 33                 | 87               | 16                   |
| Жінки    | 139     | 27                 | 78               | 34                   |
| Разом    | 275     | 60                 | 165              | 50                   |